# Olenînske, Ohtîrka
Olenînske (în ucraineană Оленинське) este un sat în așezarea urbană Ciupahivka din raionul Ohtîrka, regiunea Sumî, Ucraina.

## Demografie
Componența lingvistică a localității Olenînske
     Ucraineană (97,96%)
     Rusă (1,48%)
     Alte limbi (0,56%)
Conform recensământului din 2001, majoritatea populației localității Olenînske era vorbitoare de ucraineană (97,96%), existând în minoritate și vorbitori de rusă (1,48%).